# Campiglossa stigmosa
Campiglossa stigmosa
 es una especie de insecto díptero que Meijere describió científicamente por primera vez en el año 1916.
Esta especie pertenece al género Campiglossa de la familia Tephritidae.